# Charagotettix stenocnemis
Charagotettix stenocnemis är en insektsart som beskrevs av Günther, K. 1974. Charagotettix stenocnemis ingår i släktet Charagotettix och familjen torngräshoppor. Inga underarter finns listade i Catalogue of Life.